# Migrationsinstitutet
Migrationsinstitutet (finska: Siirtolaisuusinstituutti)  är ett finländskt institut som grundades 1974 i Åbo för att dokumentera och forska i migration.
Institutet drivs av en stiftelse, men huvuddelen av finansieringen kommer från utbildningsministeriet. År 2009 flyttade institutet in i nya lokaler på Eriksgatan 34 i Åbo. Sedan 1994 har man en filial i Peräseinäjoki för att samla material om migrationer till och från Österbotten.
På Migrationsinstitutet återfinns ett omfattande register, som i begränsad utsträckning är gratis på Internet. Migrationsinstitutet utger Migration fyra gånger per år.